# 훌리에타 그라나다
훌리에타 그라나다(스페인어: Julieta Granada, 1986년 11월 17일 ~ )는 파라과이의 여자 프로 골퍼이다.